# Castanopsis megacarpa
Castanopsis megacarpa là một loài thực vật có hoa trong họ Fagaceae. Loài này được Gamble mô tả khoa học đầu tiên năm 1914.